# Каліфорнія Голден-Сілс
Каліфо́рнія Го́лден-Сі́лс (англ. California Golden Seals) — колишній професіональний хокейний клуб, який виступав у Національній хокейній лізі протягом 9 сезонів з 1967 по 1976 роки. «Ґолден-Сілс» проводили свої домашні поєдинки в Оракл-арена, місто Окленд (Каліфорнія). Найбільше команда використовувала темно-зелений та золотавий кольори для своєї форми. Спочатку команда мала назву Каліфорнія Сілс, потім перейменувалися у Окленд Сілс протягом сезону 1967-68, а згодом отримала свою останню назву Каліфорнія Голден-Сілс у 1970 році. У 1976 році команда переїхала до Річфілду, штат Огайо і отримала нову назву — Клівленд Баронс.

## Відомі гравці
- Пол Шмир
- Біллі Гарріс.
- Боб Діллабаф
- От Еріксон
- Ларрі Каган
- Боб Стюарт
- Том Вільямс
- Воллі Боєр
- Джон Бреннеман
- Террі Кленсі
- Марв Едвардс